# Charles Morton
Charles Morton (1 de outubro de 1916 — 20 de dezembro de 1996) foi um ciclista olímpico estadunidense. Representou sua nação nos Jogos Olímpicos de Verão de 1936.